# Émilie Lefel
Émilie Lefel (Lens, 25 agosto 1988) è una giocatrice di badminton francese.

## Palmarès
- Giochi europei

Minsk 2019: bronzo nel doppio femminile.
- Europei

Huelva 2018: argento nel doppio femminile.